# Kanno Shota
Shota Kanno (sinh ngày 6 tháng 1 năm 1984) là một cầu thủ bóng đá người Nhật Bản.

## Sự nghiệp câu lạc bộ
Shota Kanno đã từng chơi cho Kataller Toyama.